# Senoculus ruficapillus
Senoculus ruficapillus är en spindelart som först beskrevs av Simon 1880.  Senoculus ruficapillus ingår i släktet Senoculus och familjen Senoculidae. Inga underarter finns listade i Catalogue of Life.